# Zorzines zelolypus
Zorzines zelolypus är en fjärilsart som beskrevs av Inoue 1992. Zorzines zelolypus ingår i släktet Zorzines och familjen nattflyn. Inga underarter finns listade i Catalogue of Life.